# Herdin Radtke

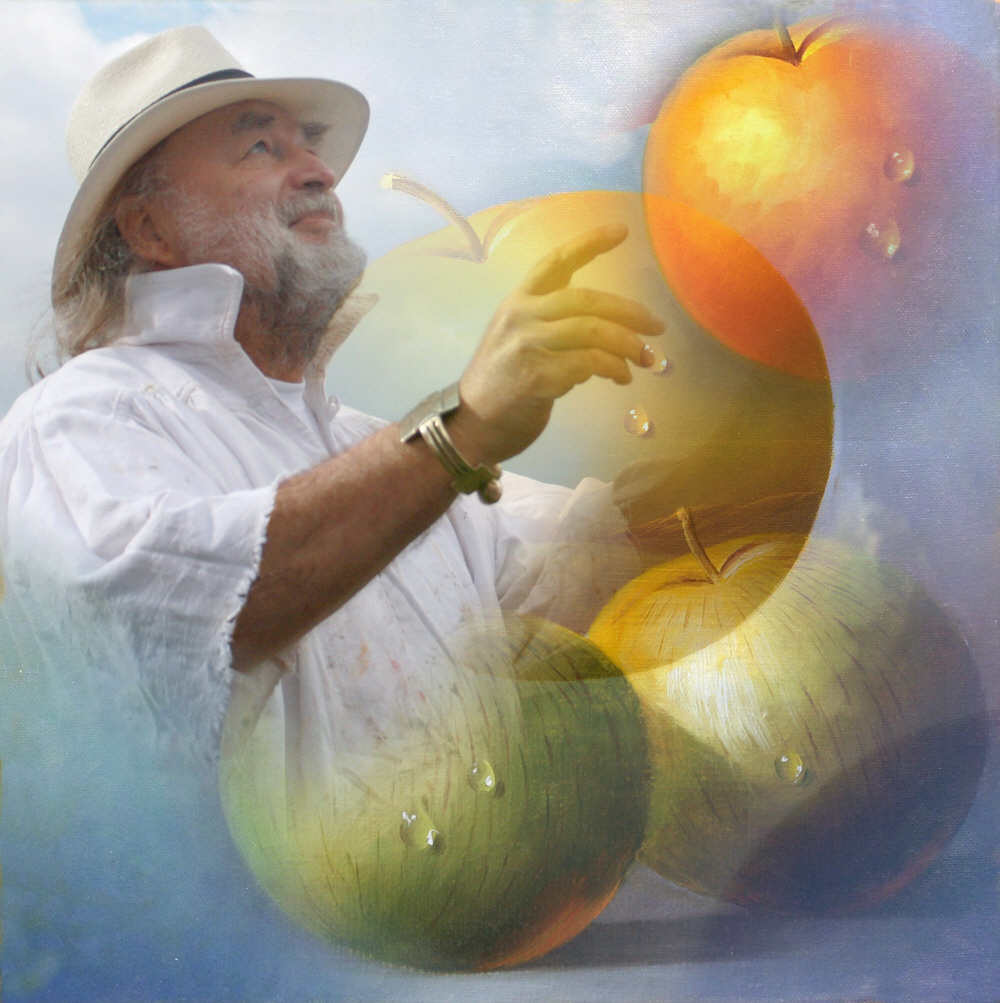
Herdin Radtke

Herdin Radtke (* 5. April 1943 in Korschen, Ostpreußen, heute Polen) ist ein deutscher Maler, Malpädagoge und Sänger.

## Leben
Herdin Radtkes Mutter war Erna Korsch-Radtke. Sie flüchtete nach dem Zweiten Weltkrieg mit den Söhnen Bernd und Herdin von Ostpreußen nach Westfalen, wo sie ihren Mann Klaus Radtke über das Rote Kreuz wiederfand. Herdin Radtke besuchte in Westfalen die Grundschule, sang in einem Kinderchor und zeichnete leidenschaftlich Pferde. Danach besuchte er bis 1960 das Gymnasium in Porz/Köln und machte eine Maschinenbaulehre bei Klöckner-Humboldt-Deutz. Mit 17 kaufte Radtke eine Gitarre, mit der er seine Gesangskompositionen begleitete; er zeichnete und malte mit Wasserfarben. Im Alter von 18 Jahren besuchte er die private Schauspielschule von Nora Hengstenberg in Düsseldorf. Nebenbei arbeitete er als Auto- und Kaffeeverkäufer, Kellner, Discjockey und Hafenarbeiter. An den Wochenenden spielte und sang er mit einer Band.
In den 1960er-Jahren lernte er den Bildhauer und Maler Heinz Wilhelm Becker kennen und besuchte ihn in seinem Atelier. Daraufhin widmete sich Radtke intensiv der Ölmalerei. Mit verschiedenen Jobs hielt er sich finanziell über Wasser.
In München lernte Radtke den Sänger und Liedermacher Konstantin Wecker kennen, der damals am Anfang seiner Karriere stand. Mit dem Sänger und Produzenten Fred Bertelmann sang Radtke vier Songs nach Musik und Text Weckers, u. a. Mein Mädchen ist eine Lady …, Du wohnst nun schon seit langer Zeit ….
1972 ging Radtke nach Rom. Dort faszinierte ihn die Technik und Kunst der alten Meister. Er malte bis zu vierzehn Stunden täglich, um die Geheimnisse der klassischen Ölmalerei zu entschlüsseln. Abends verkaufte er auf der Piazza Navona seine Bilder, um sein Studium zu finanzieren.
1976 siedelte er um nach Pietrasanta in der Toscana und lebte dort bis 1979, um die Blumen- und Stilllebenmalerei der alten Holländer und Flamen zu studieren.
Von 1979 bis 1982 bereiste Radtke verschiedene Städte in Frankreich, Holland und England. Seinen Hauptwohnsitz hatte er dabei in Cadaqués bei Figueres in Spanien, wo er Nachbar von Salvador Dalí wurde und für ihn Bilder restaurierte. In dieser Zeit studierte er auch das Licht in den Bildern von William Turner. Das wurde von nun an das Wichtigste in seiner Malerei.
1983 ging er nach München, um seine musikalischen Projekte zu verwirklichen. Dort wurde im November 1983 die Langspielplatte Die schönsten Lieder aus meiner Ostpreussischen Heimat fertiggestellt und am 30. November 1983 in der Vertretung der Bayerischen Landesregierung in Bonn präsentiert und von der Firma Teldec vertrieben.
Anschließend widmete Radtke sich wieder vollständig der Malerei und machte Studienreisen nach Italien, Spanien, Frankreich, Österreich, Saudi-Arabien, Senegal und Marokko. 1990 siedelte er um nach Frankreich, wo er in dem kleinen Ort St. Pompon in der Dordogne die Pomponistische Bewegung der Malerei kreierte. Von dort aus machte er zwischen 1993 und 1995 verschiedene Studienreisen nach Marokko. 1996 fand seine erste „pomponistische“ Ausstellung in Bordeaux in der Galerie der renommierten Buchhandlung Mollat statt.
1996 gründete Radtke das „Atelier Pompon“, in dem er die Grundlagen der klassischen Ölmalerei unterrichtete. Er leitete Masterclass-Kurse in Korsika, in Deutschland, in Österreich und in Frankreich. 1997 strahlte France 3, das dritte französische Fernsehen, eine Sendung aus über die Philosophie des Pomponismus. Weitere Fernsehsendungen folgten 1998 und 1999.
In 2001 eröffnete er ein weiteres Atelier in Rocamadour (Frankreich). Ab 2005 schuf er 11 neue Malkurse auf DVD, die mit dem Malkoffer Atelier Herdin eine komplette Malschule in einem Koffer repräsentierten. 2007 begann er eine fünfteilige DVD-Serie Wie male ich einen Dali in der er zeigt, wie Salvador Dali eines seiner bekanntesten Bilder, La persistence de la memoire (das Bild mit den umgeklappten Uhren) gemalt hat.
2008 erschien Herdins Buch Die Magie der Ölmalerei im Frechverlag. 2009 eröffnete das „Atelier Herdin“ in Pézenas, Südfrankreich mit einer Dauerausstellung seiner Bilder und der Möglichkeit in Malkursen nach seiner von ihm selbst entwickelten Methode die Malweise zu erlernen. Ebenfalls 2009 eröffnete er das „Atelier Herdin“ in München und er arbeitete an seinem zweiten Buch Ölmalerei Landschaften. Daneben fand in Brüssel unter dem Titel Von der flämischen Malerei bis zum Pomponismus eine große Retrospektive mit ca. 50 Gemälden statt.
2010 erschien sein Buch Ölmalerei Landschaften beim Frechverlag. Im selben Jahr erfolgte der Umzug des Ateliers von München nach Bad Salzschlirf. 2014 und 2015 hielt er Sommerkurse in Malerei auf Burg Hochosterwitz in Kärnten.
2017 inzenierte er in Bad Salzschlirf ein großes „Mal-Happening“ im Kurpark. Thema: Der Pomponistische Apfel - das Licht in der Ölmalerei. 130 Maler malten je einen rotgelben Apfel als Symbol (pomponistischer Apfel) für die Notwendigkeit und Beständigkeit der Malkunst in der zeitgenössischen Ölmalerei. Das Ganze wurde in einem 30 minütigen Dokumentarfilm festgehalten. 13 weiße Tauben trugen dabei den 1995 in Bordeaux vorgestellten Pomponismus als künstlerische Bewegung in einem Freiflug symbolisch in die Welt hinaus.
2017/18 folgte der Umzug von Bad Salzschlirf nach Rottach Egern am Tegernsee und die Eröffnung eines Ateliers.
Von 2010 bis 2020 produzierte Radtke in seinem Atelier ca. 75 jeweils 2 bis 8 stündige Lehrfilme. Stillleben – Portraits -  Landschaften – Tierbilder und Blumenbilder klassischer Art dienen als Motive, an denen er den Lichtaufbau nach altmeisterlicher Art, aber mit neuzeitlichen Malmitteln, in der Ölmalerei dokumentiert und der Öffentlichkeit preisgibt.
Ab 2018 widmete er sich mehr und mehr wieder seiner eigenen Malerei. Gedanklich begab er sich auf die Suche nach der Existenz und der Aufgabe der Kunst / Malerei im 21. Jahrhundert. „Wenn ich alles malen kann was ich will, was male ich denn dann und warum“ wurde nun die Thematik seines Schaffens.

## Publikationen
- Das Licht dirigieren – die Magie der Ölmalerei. Grundkurs Ölmalerei – Anleitung, Buch und DVD-Video. Frechverlag, Stuttgart 2008, ISBN 978-3-7724-6254-2.
- Die Magie des Lichts – Ölmalerei Landschaften. Überarbeitete Neuausgabe. Grundkurs Ölmalerei – Anleitung. Buch mit Videos zum Download. Frechverlag, Stuttgart 2015, ISBN 978-3-7724-6219-1.

## Tonträger
- Die schönsten Lieder aus meiner Ostpreussischen Heimat. LP. Teldec, 1983.[4]

## Videos
Ab dem Jahr 2000 produzierte Radtke zwei Malkurse auf Video: Die Grundlagen der klassischen Ölmalerei – Stillleben. 4 Videos mit 8 Stunden Unterricht und Die Grundlagen der klassischen Ölmalerei – Blumen. 4 Videos mit 7,5 Stunden Unterricht. Ab 2010 produzierte er weitere Lehrfilme in Eigenregie unter Mitwirkung von Gertrud Pietschmann (Kamera, Design und Fotografie). Bisher umfasst sein Filmprogramm ca. 30 Lehrfilme zum methodischen Erlernen der realistischen Ölmalerei und das „Dirigieren“ des Lichtes im Bild.

## Einzelausstellungen
- 1995: Der Pomponismus. Galerie Mollat, Bordeaux
- 2013: Von der Klassik über den Surrealismus bis hin zum Pomponismus. Schloss Hallenburg, Schlitz, Hessen
- 2014: Von der Klassik bis zum Pomponismus. Hohausmuseum im Schloss Hohhaus Lauterbach, Hessen